# Gerechtelijk arrondissement Limburg
Het gerechtelijk arrondissement Limburg is een van de twee gerechtelijk arrondissementen in het gerechtelijk gebied Antwerpen. Het valt samen met de grenzen van de provincie Limburg. Het gerechtelijk arrondissement Limburg heeft twee afdelingen (Hasselt en Tongeren), 11 gerechtelijk kantons en 42 gemeenten. De gerechtelijke kantons zijn Beringen, Bilzen-Hoeselt, Bree, Genk, Hasselt 1 & 2, Houthalen-Helchteren, Maasmechelen, Pelt, Sint-Truiden en Tongeren-Borgloon.
Het gerechtelijk arrondissement ontstond op 1 april 2014 als gevolg van de gewijzigde gerechtelijke indeling van België en omvat de voormalige gerechtelijke arrondissementen Hasselt en Tongeren.
Het arrondissement is zetel van een van de 12 rechtbanken van eerste aanleg van België. Ook deze rechtbank heeft twee afdelingen, in Hasselt en Tongeren.

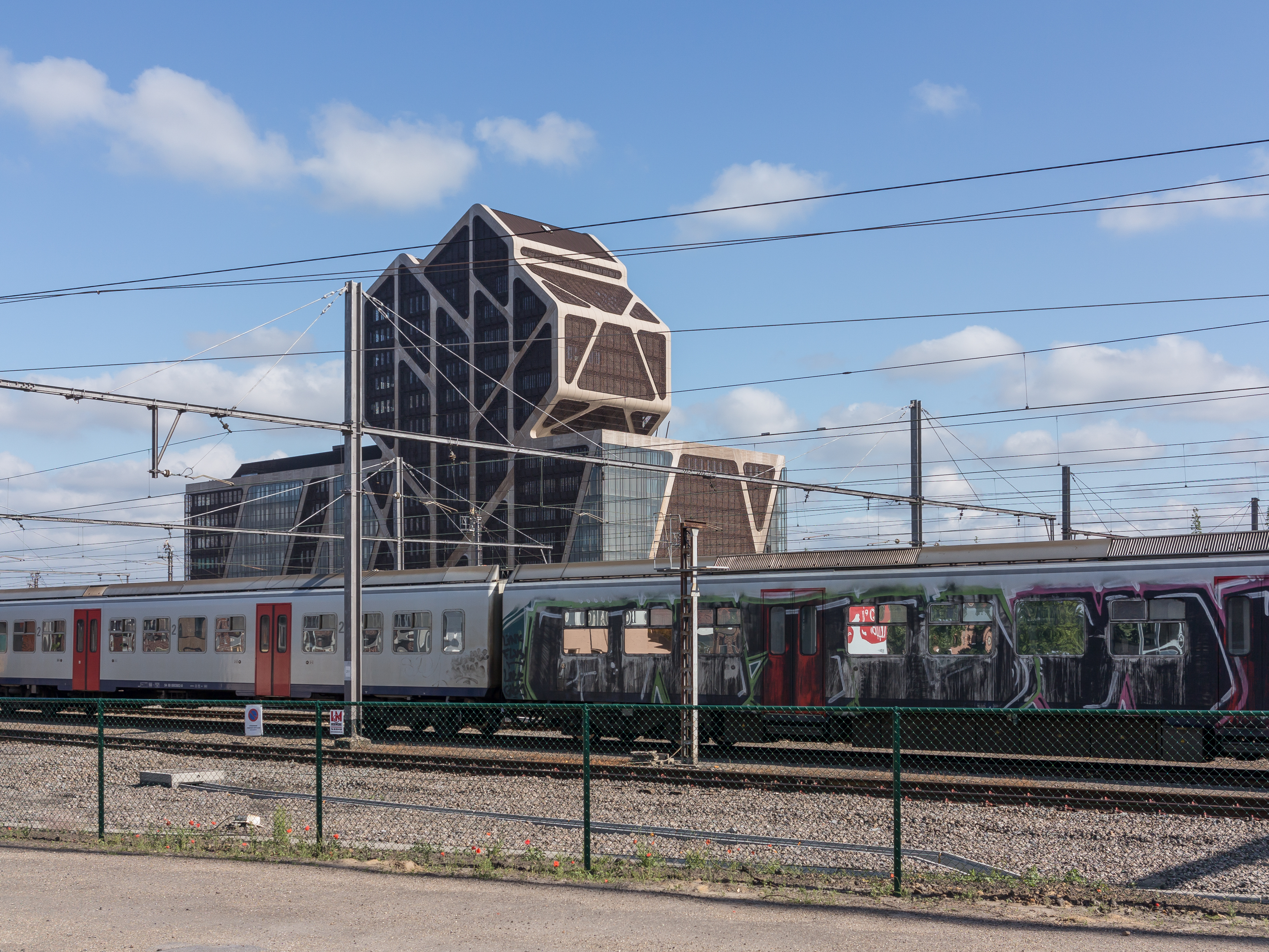
Het Gerechtsgebouw Hasselt